# مانتی مانتگیو
مانتی مانتگیو (انگلیسی: Monte Montague؛ ‏ ۲۳ آوریل ۱۸۹۱ – ۶ آوریل ۱۹۵۹) بازیگر اهل ایالات متحده آمریکا بود.
از فیلم‌هایی که وی در آن‌ها نقش داشته‌است، می‌توان به دام و مهمان ناخوانده اشاره نمود.